# Oratorio di Santa Maria (Garbagna Novarese)
L'oratorio di Santa Maria, meglio conosciuto come Madonna di Campagna, è un piccolo edificio religioso di origine medioevale, situato a nord-est dell'abitato di Garbagna Novarese, in provincia e diocesi di Novara, nei pressi della linea ferroviaria Novara-Alessandria.

Pianta dell'edificio, tratta dal rilievo di Giovanni Lazanio del 1912

## Storia
La costruzione è stimata tra il 1050 e il 1075, in particolare l'abside, con interventi posteriori risalenti al XII secolo. La prima testimonianza documentata della chiesa risale al 1077 ed è citata successivamente nel 1181.
L'aspetto dell'edificio è stato molto rimaneggiato nei secoli, senza però aver compromesso la struttura originaria e i preziosi affreschi conservati all'interno.

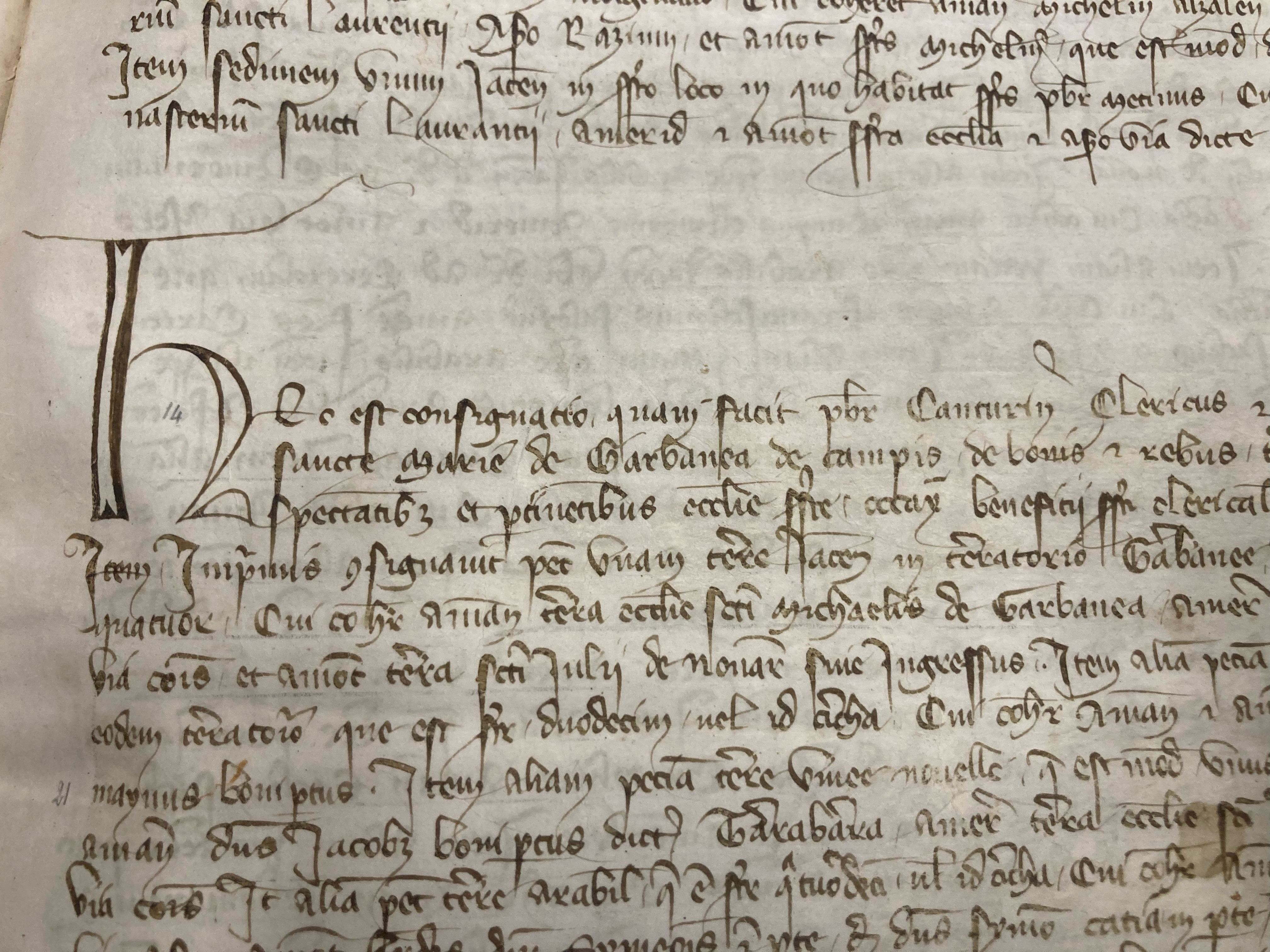
Incipit della consegna dei benefici dell'oratorio nelle Consignationes del 1347

Nel documento delle consegne dei beni ecclesiastici del 1347 è riportato che cappellano dell'oratorio fosse un non meglio specificato prete Canturino, che non risiedeva nell'abitazione annessa. Le terre dell'oratorio constavano di 65 pertiche (cioè più di quattro ettari), la maggior parte delle quali coltivabile.
Nel 1490 il pittore Gian Antonio Merli dipinse nello spazio sovrastante la porta una Madonna con Bambino, andata perduta in seguito.
L'edificio subì un rifacimento nel periodo gotico, quando furono realizzate le arcature a dentelli, ancora visibili all'interno dell'abitazione annessa e che in origine decoravano anche il lato a nord.
Nel XVIII secolo l'abitazione annessa al lato meridionale della chiesa fu dimora di un eremita (romito) che viveva di questua sia in Garbagna che nelle zone circostanti, conformemente agli accordi stabiliti dalla curia vescovile di Novara. Nel 1848 il medesimo ruolo fu assegnato ad un tal Carlo Maria Zorzoli.
Durante la pandemia di colera degli anni 1854-1855 fu adibita a lazzaretto.

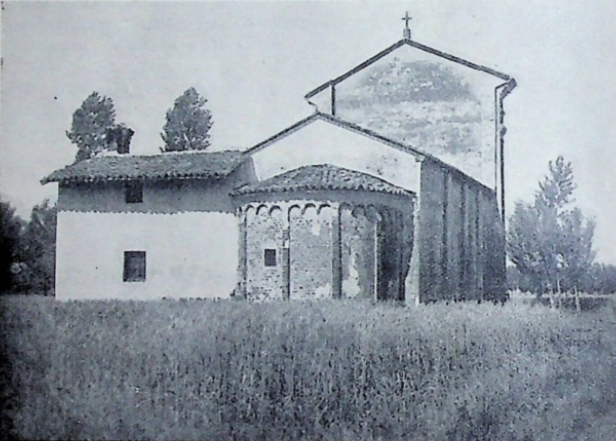
L'oratorio visto dal retro, dopo l'intervento di Giovanni Lazanio del 1908

La facciata presentava originariamente un semplice profilo a capanna, dotata di un'ampia gronda a due spioventi che proteggeva un affresco quattrocentesco raffigurante la Madonna del latte sovrastante la porta. Fu ristrutturata nel 1908 in stile neoclassico dall'architetto Giovanni Lazanio, innalzando la parete ben oltre il tetto della navata. L'inusuale aspetto non convinse, emblematiche sono le parole dello storico dell'architettura Paolo Verzone del 1936: altissima e presuntuosa facciata che, sporgendo come una parete isolata al di sopra dei tetti, conferisce al monumento un aspetto comico. In seguito fu ulteriormente modificata, riducendo l'altezza all'attuale, per ragioni statiche.
In occasione della visita pastorale del 7 agosto 1932, il vescovo di Novara Giuseppe Castelli constatò quanto l'edificio necessitasse di riparazioni. Suggerì pertanto che il podestà fosse avvisato, al fine di intervenire e, tra le altre cose, preservare i preziosi affreschi.
Tra gli anni '60 e '70 alcuni sconosciuti penetrarono nell'edificio, passando dalla finestra dell'abitazione annessa, e trafugarono l'antico altare ed una colonnina di marmo.
Tra il 1994 e il 2000 il comune di Garbagna richiese un intervento di risanamento e restauro conservativo, che riguardò vespaio, murature, coperture, intonaci interni ed affreschi. I lavori furono coordinati dall'architetto Maria Grazia Porzio e due aziende novaresi, con la supervisione della Soprintendenza per il Patrimonio Storico Artistico ed Etnoantropologico del Piemonte.

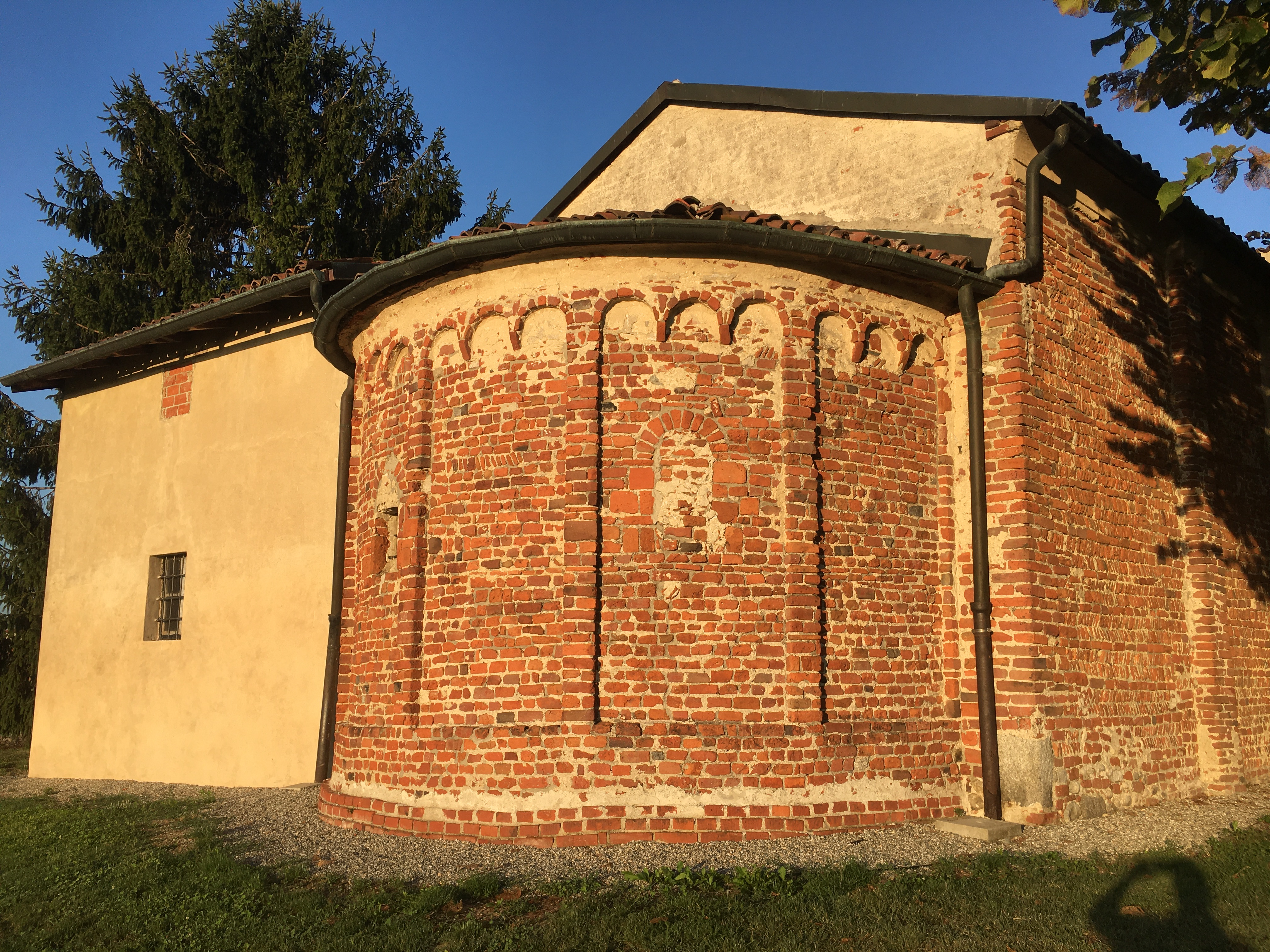
Abside, con l'abitazione annessa sulla sinistra

## Esterno
Si presenta oggi come un edificio ad aula unica, abside semicircolare e tetto in legno a capanna.
La struttura muraria è principalmente in mattoni disposti orizzontalmente e legati con malta, tranne che ai lati e nella facciata dove è composta da materiale di riutilizzo non omogeneo.
La superficie esterna dell'abside è suddivisa in cinque specchiature da paraste e decorata in alto da archetti ciechi disposti a gruppi di tre. Originariamente quattro finestre monofore strombate illuminavano l'ambiente: due sull'abside e due sul lato meridionale. Le finestre furono murate nel XV secolo, quando l'interno fu affrescato.
Nel 1980 l'affresco sovrastante l'ingresso risultava ancora individuabile, non più nel 2009.

## Interno

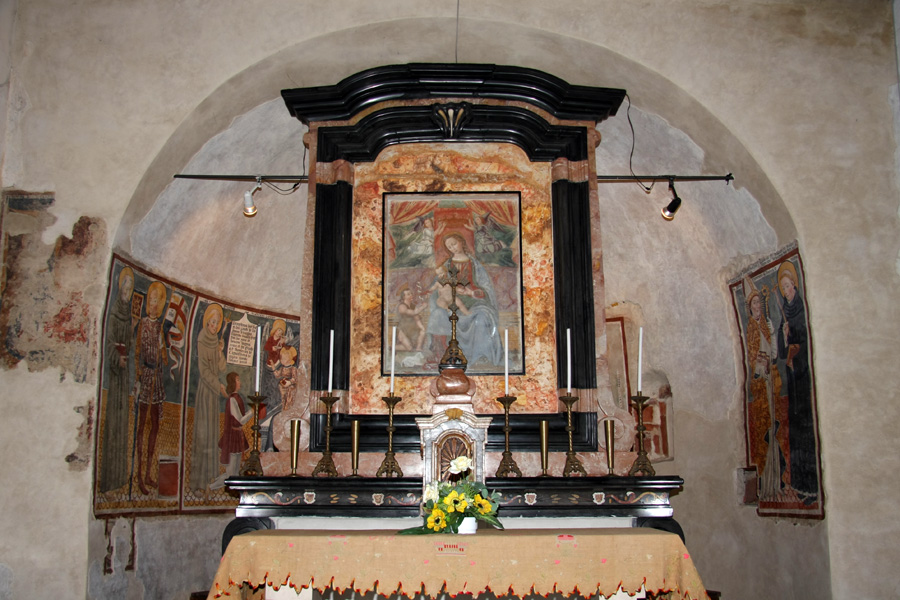
Altare e affreschi dell'abside

All'interno dell'oratorio sono conservati tredici affreschi risalenti al XV secolo che ricoprono la parete semicircolare dell'abside e quella sinistra della navata. I recenti restauri hanno restituito ai dipinti il loro splendore.
Nella zona absidale, da sinistra a destra, troviamo:
- San Bernardino da Siena e San Bovo;
- Madonna in trono con Bambino, incoronata da due angeli musicanti, con San Francesco che le presenta il committente inginocchiato; il dipinto risale al 1481 ed è firmato da Tommaso Cagnola, del quale è ritenuta l'opera essenziale per la sua conoscenza artistica[1];
- al centro, una Pietà di grande tensione drammatica, ancora ricca di echi romanici, risalente ai primi anni del XV secolo;
- dello stesso periodo è una piccola raffigurazione di Sant'Elena, posta sopra una monofora;
- Madonna con Bambino, risalente anch'essa all'inizio del XV secolo;
- all'estrema destra, il beato Pietro Lombardo e San Nicola da Tolentino.

Sulla parete sinistra si trova un lungo cartiglio contenente sette affreschi. Da sinistra a destra:
- San Grato d'Aosta;
- Madonna in trono con Bambino nudo;
- visione di Sant'Eustachio: riconosciuto di grande valore storico-religioso-estetico, la particolarità è dovuta alla capacità dell'autore di trasformare una scena di caccia e vita signorile in scena religiosa, grazie al crocifisso che appare miracolosamente fra le corna del cervo; anche questo dipinto, come altri della parete, è attribuito alla bottega del Cagnola;
- San Bernardo d'Aosta;
- Madonna in trono con Bambino (della scarpetta);
- Santa Caterina d'Alessandria;
- Madonna in trono con Bambino e fraticello.

### Affreschi dell'abside
| Immagine                                       | Soggetto, collocazione e dimensioni              | Critica |
| ---------------------------------------------- | ------------------------------------------------ | --- |
|                                                | Beato Pietro Lombardo con S. Nicola da Tolentino | Nel XV secolo nel Novarese ricorreva spesso il soggetto del conterraneo Pietro Lombardo, detto il Maestro delle Sentenze. Antonio Massara ne apprezzò la fattura, descrivendone minutamente i dettagli: personaggio con mitria ornata di perle e piviale color arancio sotto cui svolgonsi le belle pieghe del camice. Le mani calzate di chiroteche bianche con anelli alle dita reggono nella sinistra il pastorale, nella destra tre libri ed una penna a dimostrarne la grande dottrina. Intorno al capo gli si aggira un'aureola di raggi dorati. Lo stesso Massara, scrostando l'intonaco, scoprì sopra l'affresco un'iscrizione relativa alla committenza: Stefanina de Prolis et Iacobinus eius filius fecerunt fieri hanc figuram. |
| Primo riquadro a destra                        |                                                  | Nel XV secolo nel Novarese ricorreva spesso il soggetto del conterraneo Pietro Lombardo, detto il Maestro delle Sentenze. Antonio Massara ne apprezzò la fattura, descrivendone minutamente i dettagli: personaggio con mitria ornata di perle e piviale color arancio sotto cui svolgonsi le belle pieghe del camice. Le mani calzate di chiroteche bianche con anelli alle dita reggono nella sinistra il pastorale, nella destra tre libri ed una penna a dimostrarne la grande dottrina. Intorno al capo gli si aggira un'aureola di raggi dorati. Lo stesso Massara, scrostando l'intonaco, scoprì sopra l'affresco un'iscrizione relativa alla committenza: Stefanina de Prolis et Iacobinus eius filius fecerunt fieri hanc figuram. |
| 176 x 105 cm                                   |                                                  | Nel XV secolo nel Novarese ricorreva spesso il soggetto del conterraneo Pietro Lombardo, detto il Maestro delle Sentenze. Antonio Massara ne apprezzò la fattura, descrivendone minutamente i dettagli: personaggio con mitria ornata di perle e piviale color arancio sotto cui svolgonsi le belle pieghe del camice. Le mani calzate di chiroteche bianche con anelli alle dita reggono nella sinistra il pastorale, nella destra tre libri ed una penna a dimostrarne la grande dottrina. Intorno al capo gli si aggira un'aureola di raggi dorati. Lo stesso Massara, scrostando l'intonaco, scoprì sopra l'affresco un'iscrizione relativa alla committenza: Stefanina de Prolis et Iacobinus eius filius fecerunt fieri hanc figuram. |
|                                                | Madonna in trono con Bambino (Maestà)            | I Ferro datarono l'opera al primo '400, coeva delle adiacenti Sant'Elena e Pietà. Bisogni e Calciolari confermano la datazione, analizzando la resa tipicamente tardogotica dei panneggi e della struttura del trono. Questi elementi, assieme alla realizzazione in modo corsivo dei volti, suggeriscono l'attribuzione al Maestro di Garbagna, le cui opere note sono poche ma fortemente caratterizzate. |
| Secondo riquadro da destra                     |                                                  | I Ferro datarono l'opera al primo '400, coeva delle adiacenti Sant'Elena e Pietà. Bisogni e Calciolari confermano la datazione, analizzando la resa tipicamente tardogotica dei panneggi e della struttura del trono. Questi elementi, assieme alla realizzazione in modo corsivo dei volti, suggeriscono l'attribuzione al Maestro di Garbagna, le cui opere note sono poche ma fortemente caratterizzate. |
| 170 x 105 cm                                   |                                                  | I Ferro datarono l'opera al primo '400, coeva delle adiacenti Sant'Elena e Pietà. Bisogni e Calciolari confermano la datazione, analizzando la resa tipicamente tardogotica dei panneggi e della struttura del trono. Questi elementi, assieme alla realizzazione in modo corsivo dei volti, suggeriscono l'attribuzione al Maestro di Garbagna, le cui opere note sono poche ma fortemente caratterizzate. |
|                                                | San Giovanni Battista                            | Frammento di affresco emerso durante i restauri ultimati nel 2000, al quale Madonna in trono con Bambino (Maestà) si sovrappone in buona parte. Si individuano una testa nimbata e la spalla nuda di una figura maschile, la cui chioma arruffata fa propendere per l'identificazione col Battista, la cui iconografia lo vuole vestito di una corta pelliccia, senza maniche. Bisogni e Calciolari ne apprezzano la fattura e propongono una datazione al XIII secolo. |
| Sopra la Madonna in trono con Bambino (Maestà) |                                                  | Frammento di affresco emerso durante i restauri ultimati nel 2000, al quale Madonna in trono con Bambino (Maestà) si sovrappone in buona parte. Si individuano una testa nimbata e la spalla nuda di una figura maschile, la cui chioma arruffata fa propendere per l'identificazione col Battista, la cui iconografia lo vuole vestito di una corta pelliccia, senza maniche. Bisogni e Calciolari ne apprezzano la fattura e propongono una datazione al XIII secolo. |
|                                                | S. Elena                                         | I Ferro datarono l'opera al primo '400, coeva delle adiacenti Pietà e Madonna in trono con Bambino (Maestà). Bisogni e Calciolari confermano la datazione soffermandosi sulla resa tipicamente tardogotica dei panneggi. Il volto, realizzato in modo corsivo, descrive un naso molto pronunciato con occhi e bocca piccoli. Le mani esili, con dita affusolate rese mediante una linea calligrafica, contribuiscono ad attribuire quest'opera al Maestro di Garbagna, le cui opere note sono poche ma fortemente caratterizzate. |
| Terzo riquadro da destra, sopra la monofora    |                                                  | I Ferro datarono l'opera al primo '400, coeva delle adiacenti Pietà e Madonna in trono con Bambino (Maestà). Bisogni e Calciolari confermano la datazione soffermandosi sulla resa tipicamente tardogotica dei panneggi. Il volto, realizzato in modo corsivo, descrive un naso molto pronunciato con occhi e bocca piccoli. Le mani esili, con dita affusolate rese mediante una linea calligrafica, contribuiscono ad attribuire quest'opera al Maestro di Garbagna, le cui opere note sono poche ma fortemente caratterizzate. |
| 50 x 50 cm                                     |                                                  | I Ferro datarono l'opera al primo '400, coeva delle adiacenti Pietà e Madonna in trono con Bambino (Maestà). Bisogni e Calciolari confermano la datazione soffermandosi sulla resa tipicamente tardogotica dei panneggi. Il volto, realizzato in modo corsivo, descrive un naso molto pronunciato con occhi e bocca piccoli. Le mani esili, con dita affusolate rese mediante una linea calligrafica, contribuiscono ad attribuire quest'opera al Maestro di Garbagna, le cui opere note sono poche ma fortemente caratterizzate. |
|                                                | Pietà                                            | Antonio Massara considerò questa antichissima rappresentazione della Pietà uno dei primi tentativi medievali di rappresentare il dolore materno e l'immobilità della morte. La resa degli arti, dei panneggi attorno al corpo di Cristo, l'ombelico occhiuto e i flagelli appesi alla croce seguono ancora i canoni delle scuole bizantine (termine improprio solitamente riferito ad antiche rappresentazioni dotate di espressioni rigide e simboliche). La resa dell'angoscia svetta invece come elemento nuovo, elemento che non può essere appreso nel percorso di formazione degli artisti e al quale lo studio sapiente delle forme realistiche dei secoli successivi non avrebbe aggiunto nulla. Oltre a confermare la rilevanza artistica, Lino Cassani aggiunse che il dipinto era sempre stato oggetto di grande devozione popolare. I Ferro lo considerarono un raro esempio di opera del primo '400, non escludendo che potesse essere anche più antico, rilevando in esso forti caratteri romanici. Bisogni e Calciolari confermano la datazione considerando la resa prettamente tardogotica dei panneggi, che, assieme alla realizzazione in modo corsivo dei volti, suggeriscono l'attribuzione al Maestro di Garbagna, le cui opere note sono poche ma fortemente caratterizzate. |
| Quarto riquadro da destra                      |                                                  | Antonio Massara considerò questa antichissima rappresentazione della Pietà uno dei primi tentativi medievali di rappresentare il dolore materno e l'immobilità della morte. La resa degli arti, dei panneggi attorno al corpo di Cristo, l'ombelico occhiuto e i flagelli appesi alla croce seguono ancora i canoni delle scuole bizantine (termine improprio solitamente riferito ad antiche rappresentazioni dotate di espressioni rigide e simboliche). La resa dell'angoscia svetta invece come elemento nuovo, elemento che non può essere appreso nel percorso di formazione degli artisti e al quale lo studio sapiente delle forme realistiche dei secoli successivi non avrebbe aggiunto nulla. Oltre a confermare la rilevanza artistica, Lino Cassani aggiunse che il dipinto era sempre stato oggetto di grande devozione popolare. I Ferro lo considerarono un raro esempio di opera del primo '400, non escludendo che potesse essere anche più antico, rilevando in esso forti caratteri romanici. Bisogni e Calciolari confermano la datazione considerando la resa prettamente tardogotica dei panneggi, che, assieme alla realizzazione in modo corsivo dei volti, suggeriscono l'attribuzione al Maestro di Garbagna, le cui opere note sono poche ma fortemente caratterizzate. |
| 173 x 110 cm                                   |                                                  | Antonio Massara considerò questa antichissima rappresentazione della Pietà uno dei primi tentativi medievali di rappresentare il dolore materno e l'immobilità della morte. La resa degli arti, dei panneggi attorno al corpo di Cristo, l'ombelico occhiuto e i flagelli appesi alla croce seguono ancora i canoni delle scuole bizantine (termine improprio solitamente riferito ad antiche rappresentazioni dotate di espressioni rigide e simboliche). La resa dell'angoscia svetta invece come elemento nuovo, elemento che non può essere appreso nel percorso di formazione degli artisti e al quale lo studio sapiente delle forme realistiche dei secoli successivi non avrebbe aggiunto nulla. Oltre a confermare la rilevanza artistica, Lino Cassani aggiunse che il dipinto era sempre stato oggetto di grande devozione popolare. I Ferro lo considerarono un raro esempio di opera del primo '400, non escludendo che potesse essere anche più antico, rilevando in esso forti caratteri romanici. Bisogni e Calciolari confermano la datazione considerando la resa prettamente tardogotica dei panneggi, che, assieme alla realizzazione in modo corsivo dei volti, suggeriscono l'attribuzione al Maestro di Garbagna, le cui opere note sono poche ma fortemente caratterizzate. |
|                                                | Madonna con l'offerente e S. Francesco           | Antonio Massara vide in quest'opera un timido preludio al Rinascimento, in cui l'arte si allontanava dal simbolismo canonico e si avvicinava all'uomo, rappresentandone gli affetti terreni e i sentimenti: la mistica medievale ha riempito il cielo buio di fantasmi che ora ai primi raggi del sole nascente si vestono delle forme più vaghe della natura. Massara inoltre sottolineò come in quest'opera fosse per la prima volta esplicitamente indicato l'autore, accanto al nome del committente su un cartiglio ben evidente: Tommaso Cagnola. In precedenza gli autori non firmavano le proprie opere, solo alcuni timidi accenni erano apparsi sui bordi delle pitture nel XV secolo. Al pari di Cagnola, gli artisti degli anni successivi, consci della propria opera, avrebbero iniziato a firmare numerose opere, per lo più su cartigli accanto ai nomi dei committenti. Quest'opera riporta inoltre con precisione la data di esecuzione: 27 aprile 1481. |
| Quinto riquadro da destra                      |                                                  | Antonio Massara vide in quest'opera un timido preludio al Rinascimento, in cui l'arte si allontanava dal simbolismo canonico e si avvicinava all'uomo, rappresentandone gli affetti terreni e i sentimenti: la mistica medievale ha riempito il cielo buio di fantasmi che ora ai primi raggi del sole nascente si vestono delle forme più vaghe della natura. Massara inoltre sottolineò come in quest'opera fosse per la prima volta esplicitamente indicato l'autore, accanto al nome del committente su un cartiglio ben evidente: Tommaso Cagnola. In precedenza gli autori non firmavano le proprie opere, solo alcuni timidi accenni erano apparsi sui bordi delle pitture nel XV secolo. Al pari di Cagnola, gli artisti degli anni successivi, consci della propria opera, avrebbero iniziato a firmare numerose opere, per lo più su cartigli accanto ai nomi dei committenti. Quest'opera riporta inoltre con precisione la data di esecuzione: 27 aprile 1481. |
| 173 x 193 cm                                   |                                                  | Antonio Massara vide in quest'opera un timido preludio al Rinascimento, in cui l'arte si allontanava dal simbolismo canonico e si avvicinava all'uomo, rappresentandone gli affetti terreni e i sentimenti: la mistica medievale ha riempito il cielo buio di fantasmi che ora ai primi raggi del sole nascente si vestono delle forme più vaghe della natura. Massara inoltre sottolineò come in quest'opera fosse per la prima volta esplicitamente indicato l'autore, accanto al nome del committente su un cartiglio ben evidente: Tommaso Cagnola. In precedenza gli autori non firmavano le proprie opere, solo alcuni timidi accenni erano apparsi sui bordi delle pitture nel XV secolo. Al pari di Cagnola, gli artisti degli anni successivi, consci della propria opera, avrebbero iniziato a firmare numerose opere, per lo più su cartigli accanto ai nomi dei committenti. Quest'opera riporta inoltre con precisione la data di esecuzione: 27 aprile 1481. |
|                                                | S. Bernardino da Siena con S. Bovo               | Per Dominique Rigaux la figura di S. Bovo si rifà alla tradizione dei santi militari, cari alla religione longobarda: il modello è un cavaliere, giovane, con i capelli biondi che scendono fluenti sulle spalle, elegantemente vestito. Tale modello era ampiamente diffuso nella cultura contadina della Pianura Padana e delle valli prealpine, cultura che apprezzava le immagini proprie del gotico internazionale e delle chansons de geste. La figura somiglia agli altri santi cavalieri venerati nella regione (Martino, Maurizio e Donnino) ed incarna l'immagine del miles Christi, difensore dei poveri e degli oppressi, di cui porta le insegne: lo stendardo bianco con croce rossa, emblema degli eserciti cristiani durante le crociate. |
| Sesto riquadro da destra                       |                                                  | Per Dominique Rigaux la figura di S. Bovo si rifà alla tradizione dei santi militari, cari alla religione longobarda: il modello è un cavaliere, giovane, con i capelli biondi che scendono fluenti sulle spalle, elegantemente vestito. Tale modello era ampiamente diffuso nella cultura contadina della Pianura Padana e delle valli prealpine, cultura che apprezzava le immagini proprie del gotico internazionale e delle chansons de geste. La figura somiglia agli altri santi cavalieri venerati nella regione (Martino, Maurizio e Donnino) ed incarna l'immagine del miles Christi, difensore dei poveri e degli oppressi, di cui porta le insegne: lo stendardo bianco con croce rossa, emblema degli eserciti cristiani durante le crociate. |
| 173 x 121 cm                                   |                                                  | Per Dominique Rigaux la figura di S. Bovo si rifà alla tradizione dei santi militari, cari alla religione longobarda: il modello è un cavaliere, giovane, con i capelli biondi che scendono fluenti sulle spalle, elegantemente vestito. Tale modello era ampiamente diffuso nella cultura contadina della Pianura Padana e delle valli prealpine, cultura che apprezzava le immagini proprie del gotico internazionale e delle chansons de geste. La figura somiglia agli altri santi cavalieri venerati nella regione (Martino, Maurizio e Donnino) ed incarna l'immagine del miles Christi, difensore dei poveri e degli oppressi, di cui porta le insegne: lo stendardo bianco con croce rossa, emblema degli eserciti cristiani durante le crociate. |

### Affreschi della parete sinistra
| Immagine                   | Soggetto, collocazione e dimensioni       | Critica |
| -------------------------- | ----------------------------------------- | --- |
|                            | Madonna in trono con Bambino e Fraticello | Massara attribuì l'opera a Tommaso Cagnola, stimandone la realizzazione negli stessi anni della Madonna con offerente e S. Francesco, attorno al 1481. In essa Massara osservò caratteri comuni ad altre due opere della stessa parete: la Madonna in trono con Bambino (della scarpetta) e la Madonna in trono con Bambino nudo. Esaminando l'iscrizione Alaxina uxor Baltramini fecit fieri, il critico propose che l'opera fosse un ex voto mediante il quale Alaxina implorava la Madonna per una grazia a favore del figlioletto, ritratto inginocchiato nei panni del fraticello. |
| Primo riquadro da destra   |                                           | Massara attribuì l'opera a Tommaso Cagnola, stimandone la realizzazione negli stessi anni della Madonna con offerente e S. Francesco, attorno al 1481. In essa Massara osservò caratteri comuni ad altre due opere della stessa parete: la Madonna in trono con Bambino (della scarpetta) e la Madonna in trono con Bambino nudo. Esaminando l'iscrizione Alaxina uxor Baltramini fecit fieri, il critico propose che l'opera fosse un ex voto mediante il quale Alaxina implorava la Madonna per una grazia a favore del figlioletto, ritratto inginocchiato nei panni del fraticello. |
| 170 x 70 cm                |                                           | Massara attribuì l'opera a Tommaso Cagnola, stimandone la realizzazione negli stessi anni della Madonna con offerente e S. Francesco, attorno al 1481. In essa Massara osservò caratteri comuni ad altre due opere della stessa parete: la Madonna in trono con Bambino (della scarpetta) e la Madonna in trono con Bambino nudo. Esaminando l'iscrizione Alaxina uxor Baltramini fecit fieri, il critico propose che l'opera fosse un ex voto mediante il quale Alaxina implorava la Madonna per una grazia a favore del figlioletto, ritratto inginocchiato nei panni del fraticello. |
|                            | S. Caterina d'Alessandria                 | Massara attribuì l'opera a Tommaso Cagnola, che la realizzò negli stessi anni della Madonna con offerente e S. Francesco, attorno al 1481. |
| Secondo riquadro da destra |                                           | Massara attribuì l'opera a Tommaso Cagnola, che la realizzò negli stessi anni della Madonna con offerente e S. Francesco, attorno al 1481. |
| 170 x 65 cm                |                                           | Massara attribuì l'opera a Tommaso Cagnola, che la realizzò negli stessi anni della Madonna con offerente e S. Francesco, attorno al 1481. |
|                            | Madonna con Bambino (della scarpetta)     | Massara attribuì l'opera a Tommaso Cagnola, che la realizzò negli stessi anni della Madonna con offerente e S. Francesco, attorno al 1481. |
| Terzo riquadro da destra   |                                           | Massara attribuì l'opera a Tommaso Cagnola, che la realizzò negli stessi anni della Madonna con offerente e S. Francesco, attorno al 1481. |
| 170 x 70 cm                |                                           | Massara attribuì l'opera a Tommaso Cagnola, che la realizzò negli stessi anni della Madonna con offerente e S. Francesco, attorno al 1481. |
|                            | S. Bernardo d'Aosta                       | Massara attribuì l'opera a Tommaso Cagnola, datandola negli stessi anni della Madonna con offerente e S. Francesco, attorno al 1481. Il critico si limitò a definire l'opera una figura rigida. |
| Quarto riquadro da destra  |                                           | Massara attribuì l'opera a Tommaso Cagnola, datandola negli stessi anni della Madonna con offerente e S. Francesco, attorno al 1481. Il critico si limitò a definire l'opera una figura rigida. |
| 170 x 63 cm                |                                           | Massara attribuì l'opera a Tommaso Cagnola, datandola negli stessi anni della Madonna con offerente e S. Francesco, attorno al 1481. Il critico si limitò a definire l'opera una figura rigida. |
|                            | La visione di S. Eustachio                | Massara elogiò quest'opera, descrivendone minuziosamente la scena ed esaltando come il paggio gentile dal pileo rosso e dal giubbetto di broccato che ne ha raccolto la lancia, forma coll'agile sua persona tra i due intelligenti animali un gruppo pieno di vita e di grazia. Pur mancando la resa chiaroscurale e l'elemento prospettico, l'espressività e la maestosità degli animali qui rappresentati non sarebbero mai state raggiunte nelle opere di artisti tecnicamente più preparati, quali Gaudenzio Ferrari: il cavallo ha una nobiltà di linea che rammenta i fregi del Partenone. Nel realismo rappresentativo di umani ed animali di quest'opera, Massara intravide il primo tentativo dell'arte di divincolarsi dall'asservimento alla religione che l'aveva caratterizzata fino ad allora. Massara attribuì l'opera a Tommaso Cagnola, che la realizzò negli stessi anni della Madonna con offerente e S. Francesco, attorno al 1481. |
| Quinto riquadro da destra  |                                           | Massara elogiò quest'opera, descrivendone minuziosamente la scena ed esaltando come il paggio gentile dal pileo rosso e dal giubbetto di broccato che ne ha raccolto la lancia, forma coll'agile sua persona tra i due intelligenti animali un gruppo pieno di vita e di grazia. Pur mancando la resa chiaroscurale e l'elemento prospettico, l'espressività e la maestosità degli animali qui rappresentati non sarebbero mai state raggiunte nelle opere di artisti tecnicamente più preparati, quali Gaudenzio Ferrari: il cavallo ha una nobiltà di linea che rammenta i fregi del Partenone. Nel realismo rappresentativo di umani ed animali di quest'opera, Massara intravide il primo tentativo dell'arte di divincolarsi dall'asservimento alla religione che l'aveva caratterizzata fino ad allora. Massara attribuì l'opera a Tommaso Cagnola, che la realizzò negli stessi anni della Madonna con offerente e S. Francesco, attorno al 1481. |
| 170 x 180 cm               |                                           | Massara elogiò quest'opera, descrivendone minuziosamente la scena ed esaltando come il paggio gentile dal pileo rosso e dal giubbetto di broccato che ne ha raccolto la lancia, forma coll'agile sua persona tra i due intelligenti animali un gruppo pieno di vita e di grazia. Pur mancando la resa chiaroscurale e l'elemento prospettico, l'espressività e la maestosità degli animali qui rappresentati non sarebbero mai state raggiunte nelle opere di artisti tecnicamente più preparati, quali Gaudenzio Ferrari: il cavallo ha una nobiltà di linea che rammenta i fregi del Partenone. Nel realismo rappresentativo di umani ed animali di quest'opera, Massara intravide il primo tentativo dell'arte di divincolarsi dall'asservimento alla religione che l'aveva caratterizzata fino ad allora. Massara attribuì l'opera a Tommaso Cagnola, che la realizzò negli stessi anni della Madonna con offerente e S. Francesco, attorno al 1481. |
|                            | Madonna in trono con Bambino nudo         | Massara attribuì l'opera a Tommaso Cagnola, che la realizzò negli stessi anni della Madonna con offerente e S. Francesco, attorno al 1481. |
| Sesto riquadro da destra   |                                           | Massara attribuì l'opera a Tommaso Cagnola, che la realizzò negli stessi anni della Madonna con offerente e S. Francesco, attorno al 1481. |
| 170 x 66 cm                |                                           | Massara attribuì l'opera a Tommaso Cagnola, che la realizzò negli stessi anni della Madonna con offerente e S. Francesco, attorno al 1481. |
|                            | S. Grato d'Aosta                          | Massara attribuì l'opera a Tommaso Cagnola, che la realizzò negli stessi anni della Madonna con offerente e S. Francesco, attorno al 1481. Non considerando l'iscrizione nella cornice superiore, il critico erroneamente reputò il soggetto essere San Gaudenzio. |
| Settimo riquadro da destra |                                           | Massara attribuì l'opera a Tommaso Cagnola, che la realizzò negli stessi anni della Madonna con offerente e S. Francesco, attorno al 1481. Non considerando l'iscrizione nella cornice superiore, il critico erroneamente reputò il soggetto essere San Gaudenzio. |
| 170 x 65 cm                |                                           | Massara attribuì l'opera a Tommaso Cagnola, che la realizzò negli stessi anni della Madonna con offerente e S. Francesco, attorno al 1481. Non considerando l'iscrizione nella cornice superiore, il critico erroneamente reputò il soggetto essere San Gaudenzio. |

## Turismo
È una delle tappe degli itinerari Cascina Baraggiolo, come parte del tema Vie Verdi del Riso, e Novara e provincia - Una finestra sul territorio, nella sezione La Pianura del Riso. È inoltre riportata negli Itinerari d'arte nel Novarese.

## In letteratura
Lo scrittore Dante Graziosi accenna agli affreschi dell'oratorio di Santa Maria nell'opera La terra degli aironi, in un passaggio del capitolo Gli studenti di campagna dedicato all'arte degli antichi edifici religiosi che costellano la Bassa Novarese, assieme alla chiesa di Sologno (frazione di Caltignaga), all'oratorio di Gionzana (frazione di Novara), alla pieve di Vespolate e all'abbazia di San Nazzaro Sesia. Tale arte, custodita in questi luoghi fuori dal tempo, secoli addietro contribuiva ad irrobustire la fede della povera gente e al tempo stesso a ribadire l'autorità delle ricche famiglie di committenti.